# Eduardo Castañón
Eduardo Castañón Albizua fue un político español, diputado en las Cortes Españolas durante la restauración borbónica.

## Biografía
Trabajó como a funcionario de la Dirección General de Correos y militó en el Partido Conservador. Después de las elecciones generales de 1876 ocupó el escaño por Sagunto que dejó vacante el general Arsenio Martínez-Campos Antón, y poco después fue nombrado gobernador civil de la provincia de Lugo. Renovó el escaño por Sagunto en las elecciones generales de 1879 y posteriormente en las elecciones generales de 1884, siempre por el Partido Conservador.